# 레일리 소산 함수
물리학에서 레일리 소산 함수 (Rayleigh dissipation function)는 레일리 경의 이름을 따서 명명된 것으로 라그랑주 역학에서 속도에 비례하는 마찰력의 영향을 처리하기 위하여 사용하는 함수이다. 속도 {\displaystyle {\vec {v}}}가 있는 입자의 마찰력을 {\displaystyle {\vec {F}}_{f}=-{\vec {k}}\cdot {\vec {v}}} 와 같이 나타낼 수 있을 때,  {\displaystyle N} 입자 시스템에 대한 레일리 소산 함수는 다음과 같이 정의할 수 있다.
{\displaystyle G(v)={\frac {1}{2}}\sum _{i=1}^{N}(k_{x}v_{i,x}^{2}+k_{y}v_{i,y}^{2}+k_{z}v_{i,z}^{2}).}
마찰력은 소산 함수에 대한 속도 구배(gradient)의 음의 값, {\displaystyle {\vec {F}}_{f}=-\nabla _{v}G(v)}이다. 이 함수는 에너지가 마찰을 통해 시스템에 의해 소산되는 비율의 절반이다.
마찰은 보존적이지 않으므로 라그랑주 방정식의 Q j 항에 포함된다.

## 참고 문헌
- Goldstein, Herbert (1980). 《Classical Mechanics》 2판. Reading, MA: Addison-Wesley. 24쪽. ISBN 0-201-02918-9.